# Torcenay
Torcenay és un municipi francès situat al departament de l'Alt Marne i a la regió del Gran Est. L'any 2007 tenia 516 habitants.

## Demografia

### Població
El 2007 la població de fet de Torcenay era de 516 persones. Hi havia 235 famílies de les quals 77 eren unipersonals (24 homes vivint sols i 53 dones vivint soles), 97 parelles sense fills, 53 parelles amb fills i 8 famílies monoparentals amb fills.
La població ha evolucionat segons el següent gràfic:
Habitants censats

### Habitatges
El 2007 hi havia 267 habitatges, 237 eren l'habitatge principal de la família, 8 eren segones residències i 22 estaven desocupats. 249 eren cases i 17 eren apartaments. Dels 237 habitatges principals, 211 estaven ocupats pels seus propietaris, 23 estaven llogats i ocupats pels llogaters i 2 estaven cedits a títol gratuït; 10 tenien dues cambres, 19 en tenien tres, 78 en tenien quatre i 130 en tenien cinc o més. 93 habitatges disposaven pel capbaix d'una plaça de pàrquing. A 103 habitatges hi havia un automòbil i a 95 n'hi havia dos o més.

### Piràmide de població
La piràmide de població per edats i sexe el 2009 era:
| Homes | Edats   | Dones |
| ----- | ------- | ----- |
| 0     | 95 o +  | 0     |
| 8     | 90 a 94 | 4     |
| 8     | 85 a 89 | 4     |
| 8     | 80 a 84 | 16    |
| 20    | 75 a 79 | 24    |
| 12    | 70 a 74 | 16    |
| 12    | 65 a 69 | 4     |
| 8     | 60 a 64 | 16    |
| 12    | 55 a 59 | 12    |
| 20    | 50 a 54 | 24    |
| 16    | 45 a 49 | 16    |
| 12    | 40 a 44 | 12    |
| 24    | 35 a 39 | 16    |
| 16    | 30 a 34 | 20    |
| 8     | 25 a 29 | 8     |
| 16    | 20 a 24 | 20    |
| 12    | 15 a 19 | 28    |
| 12    | 10 a 14 | 20    |
| 4     | 5 a 9   | 16    |
| 12    | 0 a 4   | 12    |

## Economia
El 2007 la població en edat de treballar era de 305 persones, 201 eren actives i 104 eren inactives. De les 201 persones actives 189 estaven ocupades (96 homes i 93 dones) i 12 estaven aturades (5 homes i 7 dones). De les 104 persones inactives 50 estaven jubilades, 22 estaven estudiant i 32 estaven classificades com a «altres inactius».

### Ingressos
El 2009 a Torcenay hi havia 248 unitats fiscals que integraven 561 persones, la mediana anual d'ingressos fiscals per persona era de 17.011 €.

### Activitats econòmiques
Dels 6 establiments que hi havia el 2007, 1 era d'una empresa alimentària, 2 d'empreses de fabricació d'altres productes industrials, 1 d'una empresa de construcció, 1 d'una empresa d'hostatgeria i restauració i 1 d'una empresa immobiliària.
Dels 2 establiments de servei als particulars que hi havia el 2009, 1 era un taller de reparació d'automòbils i de material agrícola i 1 paleta.
L'únic establiment comercial que hi havia el 2009 era una fleca.
L'any 2000 a Torcenay hi havia 10 explotacions agrícoles.

## Equipaments sanitaris i escolars
El 2009 hi havia una escola elemental.

## Poblacions més properes
El següent diagrama mostra les poblacions més properes.